# Adolfo Yllana
Adolfo Tito Camacho Yllana (ur. 6 lutego 1948 w Naga na Filipinach) – filipiński duchowny katolicki, arcybiskup, nuncjusz apostolski w Izraelu.

## Życiorys
19 marca 1972 otrzymał święcenia kapłańskie. W 1980 rozpoczął przygotowanie do służby dyplomatycznej na Papieskiej Akademii Kościelnej. 
13 grudnia 2001 został mianowany przez Jana Pawła II nuncjuszem apostolskim w  Papui-Nowej Gwinei oraz  arcybiskupem tytularnym Montecorvino. Sakry biskupiej 6 stycznia 2002 r. udzielił papież Jan Paweł II. Był równocześnie nuncjuszem akredytowanym na Wyspach Salomona.
W 2006 został przeniesiony do nuncjatury w Pakistanie, następnie w 2010 został nuncjuszem w Demokratycznej Republice Konga.
17 lutego 2015 został mianowany nuncjuszem apostolskim w Australii.
3 czerwca 2021 został przeniesiony do nuncjatury w Izraelu.